# Doryopteris conformis
Doryopteris conformis är en kantbräkenväxtart som beskrevs av Kramer och Tryon. Doryopteris conformis ingår i släktet Doryopteris och familjen Pteridaceae. Inga underarter finns listade.